# Prosopocoilus occipitalis preangerensis
Prosopocoilus occipitalis preangerensis es una subespecie de coleóptero de la familia Lucanidae.

## Distribución geográfica
Habita en Arunachal Pradesh, Birmania, Península de Malaca, Sumatra, Java y Sumbawa.